# Лох-Ломонд
Лох-Ломонд (англ. Loch Lomond, шотл. гел. Loch Laomainn, іноді — Лох Ломанд) — озеро в  Шотландії, в адміністративних областях Стерлінг, Аргілл-і-Б'ют та Західний Данбартоншир. За площею дзеркала (71 км²) Лох-Ломонд займає перше місце серед озер Шотландії, за об'ємом (2,6 км³) — друге місце після озера Лох-Несс. 

## Географія і гідрографія
Озеро знаходиться на південному заході Грампіанских гір, в тектонічної долині, поглибленої льодовиком. У південній частині Лох-Ломонд перетинає тектонічний розлом, що обумовлює геологічний кордон між гірським і рівнинним районами Шотландії. Середня глибина озера становить близько 37 м, максимальна — близько 190 м. На південній частині озера більше 30-ти островів. Найбільший з яких — Інчмуррін, найбільший британський острів всередині країни довжиною два з половиною кілометри, шириною трохи більше кілометра. У VI столітті, за часів ірландського паломництва, там було засновано чоловічий монастир Святого Мурина, чиїм ім'ям і названо острів. Озеро витікає в річку Левен.
Озеро оточують гори, найвища вершина Бен Ломонд знаходиться на півдні і досягає 973 метрів. Західний берег озера Лох Ломонд знаходиться всього у 32 км від центру Глазго.

## Історія
Одне з найбільш ранніх описів озера в історичних документах зустрічається в «Історії бриттів»  Неннія в розділі «Про чудові діва Британії»:
Перше диво — це озеро Ломонд. На ньому налічується шістдесят островів, де мешкають люди, і його оточують з усіх боків шістдесят круч і на всякому з них по орлиному гнізду, і в це озеро впадають шістдесят річок, а з нього в море тече тільки одна, яка називається Левен.
Деякі з островів на озері були ще в давнину створені штучно.
Озеру Лох-Ломонд присвячена популярна однойменна пісня.
З 2002 року озеро є частиною Національного парку «Лох Ломонд та Троссакс».
На основі найчистішої води Лох Ломонд виготовляється односолодовий віскі з такою ж назвою — Inchmurrin. Унікальність виробництва полягає в тому, що на заводі споруджені нетипові перегінні куби, з яких виходять віскі двох типів. Їх розливають під різними назвам — Inchmurrin , Inchmoan і Rhosdhu.